# 柴田亞美
柴田亞美（1967年5月24日—）出生於日本長崎縣。漫畫家。長崎縣立長崎西高等學校、武蔵野美術大學短期大學部畢業。代表作為南國少年奇小邪。
初期以鳥山明參與角色設定的勇者鬥惡龍的四格漫畫成名。雖然是女性漫畫家，但畫作風格帶有鳥山明的影子。現在鳥山明又參與Xbox 360的大作藍龍的角色設計，據悉因鳥山明不願再度連載漫畫，因此藍龍的漫畫『BLUE DRAGON ST』由柴田亞美在月刊少年Jump上進行連載。

## 特色
以男性角色占作品的大多數，女性角色常只有１～２名。角色性向大多不明，常有「人妖」出現。例如藍龍的龍就被畫成長睫毛、翹小指頭的模樣。角色名多為日本的地名。常以爆笑漫畫方式開場，時帶有感人場面，但中後期劇情急轉直下，多會扯出一件大陰謀。

## 逸事
- 愛犬茶壺為一隻博美犬。
- 個人網站在每年愚人節都有特別內容。
- 她所出版的漫畫，幾乎全部的內頁照片都是本人照片。是一般漫畫少有的情況。
- 在综艺节目「OUT×DELUXE」上感叹自己虽然赚了很多钱但是也因为年轻的时候都忙着画漫画、赶交稿，根本没有谈恋爱或游玩的时间，导致她现在51岁还是单身一人，只能天天蹲在豪宅喝酒非常空虚，表示自己真是名副其实的「穷到只剩下钱」。[1]
- 习惯看着格斗节目来大喊大叫来发泄压力。[1]

## 作品表
1. 南國少年奇小邪（大然文化）１～７集完
2. 変身王子ケエル
3. 自由人HERO（長鴻出版社）１～１２集完
4. 麻雀總動員（長鴻出版社）全
5. 未来冒険チャンネル5
6. Gセン場のアーミン
7. 勇者への道
8. 怪物寶貝PAPA（長鴻出版社）１～４集完
9. ジャングル少年ジャン 本編
10. ジャングル少年ジャン 番外編 ドッキンばぐばぐアニマル
在日本漫畫雜誌G Fantasy連載
11. 格鬥小霸王（東立出版社）１～６集完
12. TKman
13. タンバリン
14. 封魔天馬（長鴻出版社）１～４集完
15. PAPUWA奇幻島（青文出版社）１～１４完
16. 引魂師（尖端出版社）１～６集
封魔天馬同樣人物角色的續作
17. BLUE DRAGON ST
Xbox 360的大作藍龍的漫畫版。
18. 自爆王
19. 超腰瘦！呼拉圈瘦身美體術（台灣東販）全

## 外部連結
- （日語）http://papuwa.com/ （页面存档备份，存于）
- （日語）http://tyatubo.blog18.fc2.com/ （页面存档备份，存于）